# Oratorio della Madonna dei Terremoti
L'oratorio della Madonna dei Terremoti si trova nel comune di Scarperia, in provincia di Firenze.

## Storia
Fuori dalle mura del castello, presso la Porta fiorentina di Scarperia, oggi scomparsa, esisteva fino dal 1320 un ospedale detto di "Santa Maria" o "di sotto", il più antico dei due ospizi per pellegrini nella terra nuova di Scarperia, lungo la strada che conduceva a Bologna.
Nel 1448 la "Compagnia della Madonna di Piazza" commissionò un tabernacolo con un affresco raffigurante la Madonna col Bambino in trono nei pressi di questo antico ospedale per pellegrini posto fuori della Porta Fiorentina. La tradizione vuole che durante il terremoto del 1542 la Madonna, da allora detta Madonna dei Terremoti, abbia appoggiato sulle ginocchia il Bambino e abbia congiunto le mani per pregare. In seguito l'immagine divenne oggetto di venerazione e meta di solenni processioni come quella proveniente dalla Pieve di Fagna svolta nel giorno dell'Ascensione, tanto che nel XVI secolo le si costruì attorno un oratorio. Più tardi, verosimilmente all'inizio del Seicento, l'affresco miracoloso trova collocazione all'interno di un altare lapideo. L'attuale edificio è invece frutto di una ricostruzione della fine del XIX secolo, in stile neogotico.

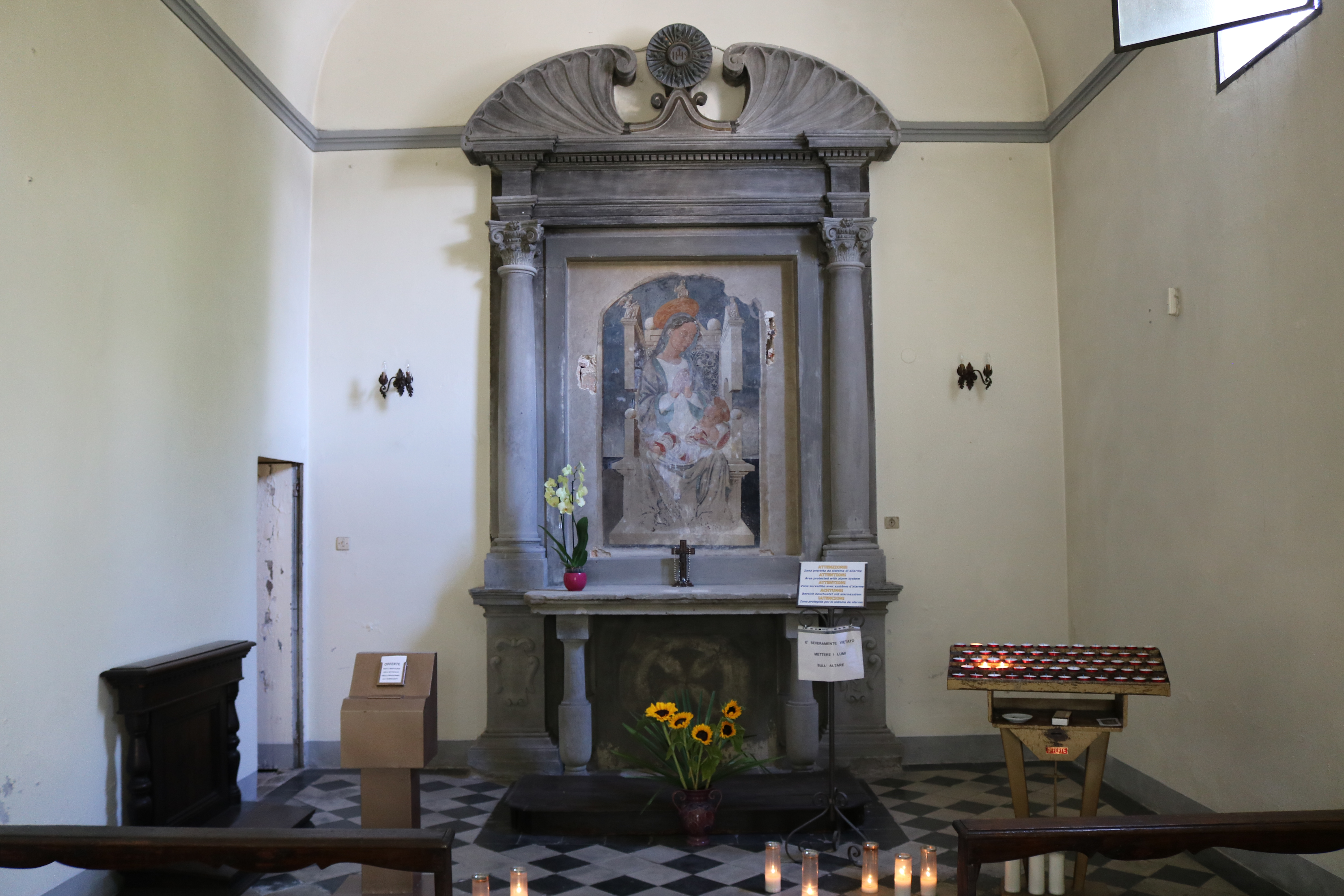
Interno dell’oratorio della Madonna dei Terremoti

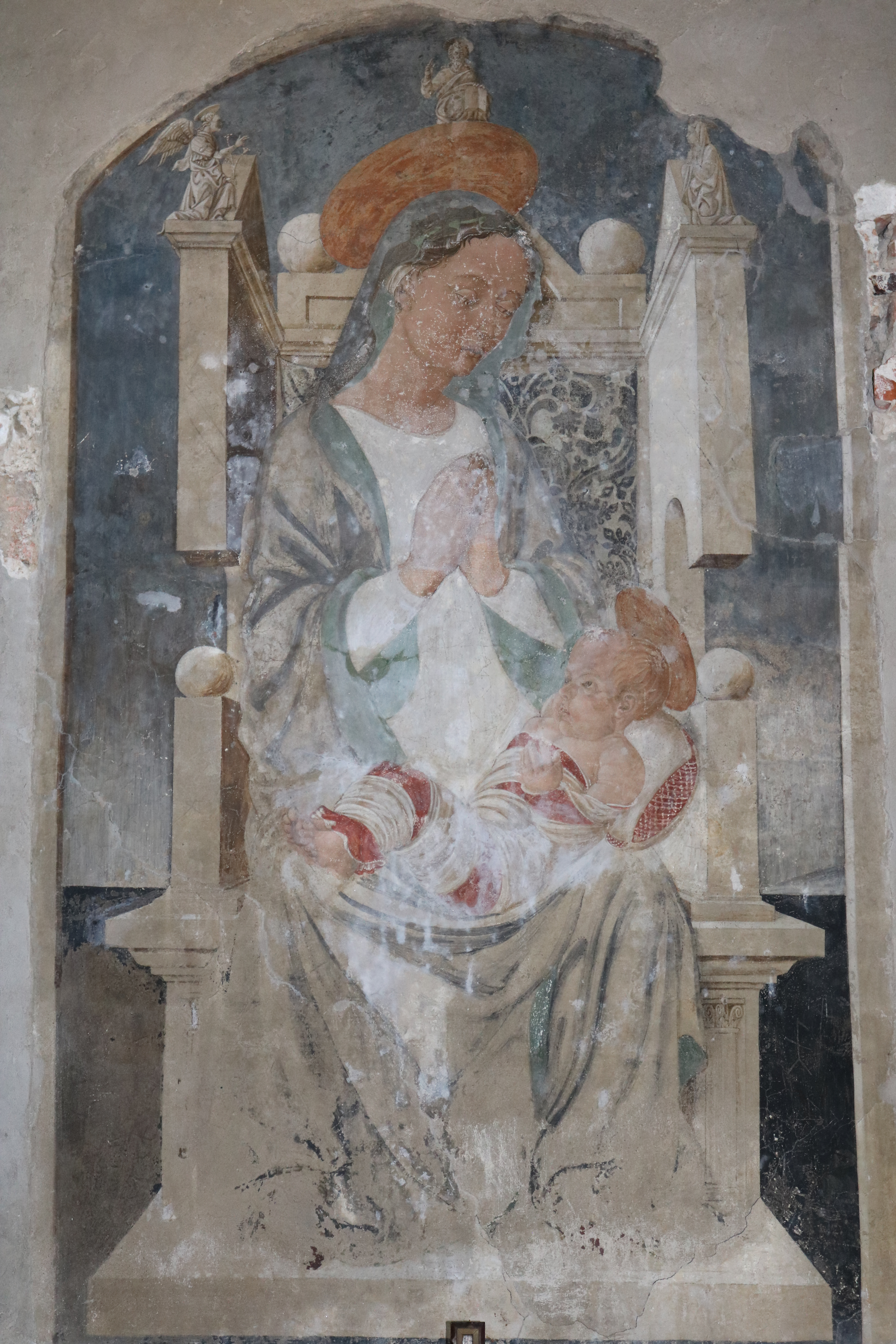
Affresco della Madonna dei Terremoti

L'affresco, di cui è visibile l'alta qualità nonostante le condizioni non buone, rivela la mano di un artista legato alla cultura figurativa fiorentina degli anni Quaranta del Quattrocento. In passato tradizionalmente attribuito all'artista Filippo Lippi e più tardi a Francesco d'Antonio, la critica recente tende a ricondurre l'opera probabilmente all'ambito del pittore fiorentino noto col nome convenzionale di Maestro di Pratovecchio, un artista oggi senza nome che operò tra il 1440 eil 1460, talvolta identificato con Giovanni di Francesco da Rovezzano. Comunque sia, l'affresco presenta un'interpretazione molto originale dei moduli lippeschi alla luce dell'insegnamento di Domenico Veneziano e Andrea del Castagno.